# James Hunt

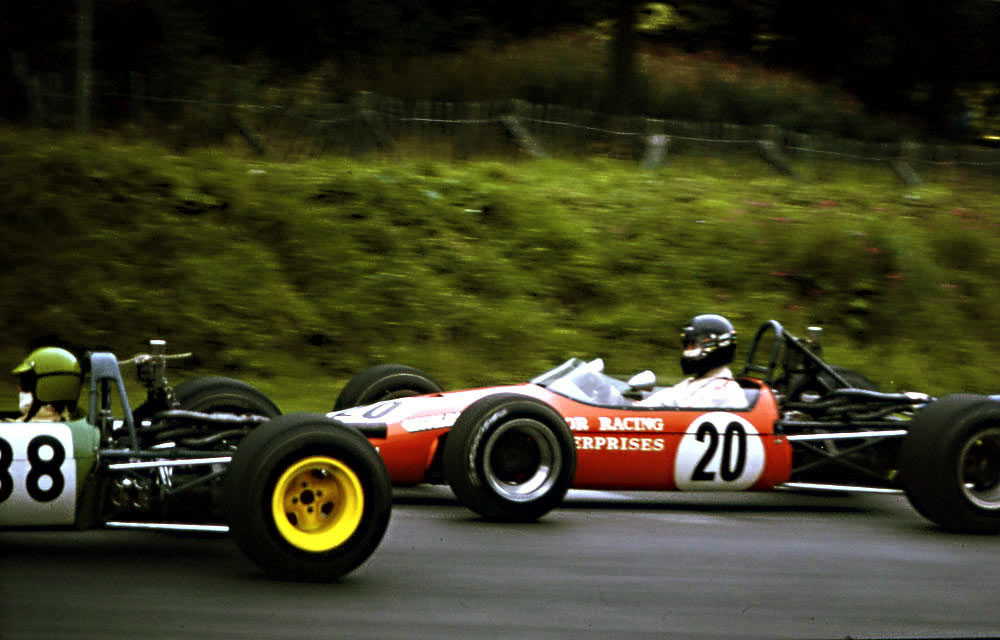
James Hunt conduint un Brabham BT21 al Guards Trophy de la F3 al Circuit de Brands Hatch el 1969.

 James Simon Wallis Hunt (Belmont, Sutton, Anglaterra; 29 d'agost del 1947 - Wimbledon, Anglaterra; 15 de juny del 1993) va ser un pilot de curses automobilístiques britànic que va arribar a ser campió del món de la Fórmula 1 l'any 1976. Va obtenir 10 victòries, 23 podis i 14 pole positions al llarg de les 93 curses que disputà entre 1973 i 1979. També va ser comentarista televisiu.

## Inicis
Poc abans de complir 18 anys, Hunt va anar amb un amic a veure una cursa de cotxes i va quedar fascinat. Poc després va començar competint a la categoria Mini amb el seu propi vehicle, arribant posteriorment a la Fórmula Ford i la Fórmula 3. Aviat va ser reconegut com a un pilot ràpid i espectacular, però propens a aparatosos accidents, valent-li l'àlies de "Hunt the Shunt" (Shunt és el terme britànic que significa "accident").
En una carrera de Fórmula 3 disputada a Crystal Palace, l'any 1970, va tenir un polèmic accident amb Dave Morgan, on Hunt el tocà mentre intentava avançar-lo, quedant tots dos fora de cursa. Hunt, enfadat, baixà del cotxe i li propinà un cop de puny a Morgan. Posteriorment, Morgan va ser sancionat amb una suspensió de llicència de 12 mesos.
L'any 1972, Hunt coneix a l'aristòcrata Lord Hesketh, qui el veia com un esperit afí i s'uneix al seu equip. L'equip Hesketh inicià a Hunt a la Fórmula 2, però amb poc èxit. Lord Hesketh anuncià aleshores que entraria a la Fórmula 1 a la següent temporada, tenint en compte que els costos d'operar un equip de Fórmula 2 i un de Fórmula 1 no eren tan dispars.

## A la F1

### Hesketh Racing (1973-1975)
James Hunt debuta a la Fórmula 1 l'any en 1973 amb l'equip de Lord Alexander Hesketh, Hesketh Racing, al volant d'un March 731 desenvolupat per Harvey Postlethwaite. Fou un equip desenfadat i divertit, el mono de James Hunt d'aquell any portava un ròtul en el que es podia llegir "Sexe, l'esmorzar dels campions". Aquella primera temporada no debutaria fins a la sisena cursa i aconseguiria finalitzar segon al Gran Premi dels Estats Units, finaluitzant en vuitena posició final del campionat.
La següent temporada, Hunt aconseguiria tres podis i de nou finalitzaria vuitè del campionat, mentre que a la temporada 1975 aconseguiria la seva primera victòria al imposar-se al Gran Premi dels Països Baixos disputat al Circuit de Zandvoort. Aquella tercera temporada acabaria amb Hunt quart del campionat, no obstant, la falta de finançament obligà a Lord Alexander Hesketh a retirar l'equip de cara a la temporada següent.

### McLaren (1976-1978)
Després de quedar-se Hunt sense equip i que Emerson Fittipaldi abandonès l'equip McLaren, aquest ràpidament es fa amb els seus serveis. La temporada 1976 serà la més exitosa de James Hunt, guanyant el títol de Fórmula 1, guanyant sis de les curses de la temporada. No obstant, no seria una temporada senzilla. Hunt fou desqualificat i després readmès al Gran Premi d'Espanya per una variació de mides del vehicle respecte al reglament, així com desqualificat per un accident en un altre. També en aquesta temporada es produeix l'accident quasi mortal de Niki Lauda que permeté a Hunt recuperar força punts de desventatja, mentre que a la darrera cursa, amb pluges torrencials i Lauda i Hunt força similars en punts, Lauda decideix no participar per l'excessiu risc que implicava la cursa. Malgrat una punxada a la última volta, Hunt guanya el campionat per tan sols un punt.
La temporada 1977 Hunt guanya tres grans premis i acaba cinquè del campionat, mentre que a la temporada 1978 tan sols aconsegueix un podi i finalitza tretzè. En aquestab darrera temporada, Hunt rescata al pilot Ronnie Peterson del seu automòbil en flames al Gran Premi d'Itàlia, no obstant, Peterson moriria l'endemà a l'hospital.

### Wolf Racing (1979)
Malgrat la seva mala temporada de 1978, de cara a la temporada 1979 rep una oferta del equip Ferrari que Hunt refusa, fitxant finalment per l'equip Wolf Racing. Els resultats són decepcionants, retirant-se de la competició després del Gran Premi de Mònaco a mitja temporada.

## Després de la Fórmula 1
Un cop retirat de la competició, aquell mateix 1979, Hunt es converteix en comentarista de la BBC per les curses de Fórmula 1, pràctica que mantindrà fins a la seva mort l'any 1993 per un infart de miocardi, malgrat que bebia molt menys que abans i havia començat a practicar esport.

## Resultats a la Fórmula 1
| Any  | Equip                       | Xassís  | Motor | 1       | 2       | 3         | 4         | 5       | 6       | 7       | 8       | 9       | 10      | 11      | 12      | 13      | 14      | 15    | 16      | 17    | Posició | Punts |
| ---- | --------------------------- | ------- | ----- | ------- | ------- | --------- | --------- | ------- | ------- | ------- | ------- | ------- | ------- | ------- | ------- | ------- | ------- | ----- | ------- | ----- | ------- | ----- |
| 1973 | Hesketh Racing              | March   | Ford  | ARG     | BRA     | SUD       | ESP       | BEL     | MON Ret | SUE     | FRA 6   | GBR 4   | HOL 3   | ALE     | AUT Ret | ITA NVS | CAN 7   | USA 2 |         |       | 8è      | 14    |
| 1974 | Hesketh Racing              | March   | Ford  | ARG Ret | BRA 9   |           |           |         |         |         |         |         |         |         |         |         |         |       |         |       | 8è      | 15    |
| 1974 | Hesketh Racing              | Hesketh | Ford  |         |         | SUD Ret   | ESP 10    | BEL Ret | MON Ret | SUE 3   | HOL Ret | FRA Ret | GBR Ret | ALE Ret | AUT 3   | ITA Ret | CAN 4   | USA 3 |         |       | 8è      | 15    |
| 1975 | Hesketh Racing              | Hesketh | Ford  | ARG 2   | BRA 6   | SUD Ret   | ESP Ret   | MON Ret | BEL Ret | SUE Ret | HOL 1   | FRA 2   | GBR 4   | ALE Ret | AUT 2   |         |         |       |         |       | 4t      | 33    |
| 1975 | Hesketh Racing              | Hesketh | Ford  |         |         |           |           |         |         |         |         |         |         |         |         | ITA 5   | USA 4   |       |         |       | 4t      | 33    |
| 1976 | Marlboro Team McLaren       | McLaren | Ford  | BRA Ret | SUD 2   | O.USA Ret | ESP 1     | BEL Ret | MON Ret | SUE 5   | FRA 1   | GBR DSQ | ALE 1   | AUT 4   | HOL 1   | ITA Ret | CAN 1   | USA 1 | JPN 3   |       | 1r      | 69    |
| 1977 | Marlboro Team McLaren       | McLaren | Ford  | ARG Ret | BRA 2   | SUD 4     | O.USA 7   |         | MON Ret |         |         |         |         |         |         |         |         |       |         |       | 5è      | 40    |
| 1977 | Marlboro Team McLaren       | McLaren | Ford  |         |         |           |           | ESP Ret |         | BEL 7   | SUE 12  | FRA 3   | GBR 1   | ALE Ret | AUT Ret | HOL Ret | ITA Ret | USA 1 | CAN Ret | JPN 1 | 5è      | 40    |
| 1978 | Marlboro Team McLaren       | McLaren | Ford  | ARG 4   | BRA Ret | SUD Ret   | O.USA Ret | MON Ret | BEL Ret | ESP 6   | SUE 8   | FRA 3   | GBR Ret | ALE DSQ | AUT Ret | HOL 10  | ITA Ret | USA 7 | CAN Ret |       | 13è     | 8     |
| 1979 | Olympus Cameras Wolf Racing | Wolf    | Ford  | ARG Ret | BRA Ret | SUD 8     |           | ESP Ret |         |         |         |         |         |         |         |         |         |       |         |       | 22è     | 0     |
| 1979 | Olympus Cameras Wolf Racing | Wolf    | Ford  |         |         |           | O.USA Ret |         | BEL Ret | MON Ret | FRA     | GBR     | ALE     | AUT     | HOL     | ITA     | CAN     | USA   |         |       | 22è     | 0     |

### Resum
| Curses: | Victòries: | Pòdiums: | Poles: | Voltes ràpides: | Punts: |
| ------- | ---------- | -------- | ------ | --------------- | ------ |
| 93      | 10         | 23       | 14     | 8               | 179    |

| Precedit per: Niki Lauda | Campió del món de Fórmula 1 1976 | Succeït per: Niki Lauda |